# Saison 1988-1989 des Bulls de Chicago
La saison 1988-1989 des Bulls de Chicago est la 23e saison de basket-ball de la franchise américaine de la National Basketball Association (généralement désignée par le sigle NBA).
Les Bulls ont terminé 5e dans la Division Centrale avec un bilan de 47-35. Michael Jordan a mené la ligue en moyenne de points avec 32,5 points par match, et a été sélectionné pour le NBA All-Star Game 1989. Lors du premier tour des playoffs, les Bulls ont battu les Cavaliers de Cleveland en cinq matchs, et les Knicks de New York en six matchs en demi-finale. Cependant, ils perdent contre les Pistons de Détroit, 4-2 en finale de la Conférence Est. À l'issue de la saison, Doug Collins a été limogé de son poste d'entraîneur.

## Draft
| Tour | Choix | Joueur        | Poste | Nationalité | Provenance |
| ---- | ----- | ------------- | ----- | ----------- | ---------- |
| 1    | 11    | Will Perdue   | C     | États-Unis  | Vanderbilt |
| 3    | 62    | Derrick Lewis | F     | États-Unis  | Maryland   |

## Classements de la saison régulière
| Conférence Est | Conférence Est         | Conférence Est | Conférence Est | Conférence Est |
| No             | Franchise              | Vic.           | Déf.           | PCT            |
| -------------- | ---------------------- | -------------- | -------------- | -------------- |
| 1              | Pistons de Détroit     | 63             | 19             | 76.8           |
| 2              | Knicks de New York     | 52             | 30             | 63.4           |
| 3              | Cavaliers de Cleveland | 57             | 25             | 69.5           |
| 4              | Hawks d'Atlanta        | 52             | 30             | 63.4           |
| 5              | Bucks de Milwaukee     | 49             | 33             | 59.8           |
| 6              | Bulls de Chicago       | 47             | 35             | 57.3           |
| 7              | 76ers de Philadelphie  | 46             | 36             | 56.1           |
| 8              | Celtics de Boston      | 42             | 40             | 51.2           |
|                |                        |                |                |                |
| 9              | Bullets de Washington  | 40             | 42             | 48.8           |
| 10             | Pacers de l'Indiana    | 28             | 54             | 34.1           |
| 11             | Nets du New Jersey     | 26             | 56             | 31.7           |
| 12             | Hornets de Charlotte   | 20             | 62             | 24.4           |

| Division Centrale      | V  | D  | PCT  | GB |
| ---------------------- | -- | -- | ---- | -- |
| Pistons de Détroit     | 63 | 19 | 76.8 | -  |
| Cavaliers de Cleveland | 57 | 25 | 69.5 | 6  |
| Hawks d'Atlanta        | 52 | 30 | 63.4 | 11 |
| Bucks de Milwaukee     | 49 | 33 | 59.8 | 14 |
| Bulls de Chicago       | 47 | 35 | 57.3 | 16 |
| Pacers de l'Indiana    | 28 | 54 | 34.1 | 35 |

## Effectif
| Effectif des Bulls de Chicago 1988-1989 |
| --- |
| 2 Brad Sellers • 5 John Paxson • 11 Sam Vincent • 12 Dominic Pressley • 14 Craig Hodges • 15 Jack Haley • 22 Charles Davis • 23 Michael Jordan • 24 Bill Cartwright • 32 Will Perdue • 33 Scottie Pippen • 40 Dave Corzine • 54 Horace GrantEntraîneur : Doug Collins |

## Playoffs

### Premier tour
(3) Cavaliers de Cleveland vs. (6) Bulls de Chicago : Chicago remporte la série 3-2
- Game 1 @ The Coliseum, Richfield : Chicago 95, Cleveland 88
- Game 2 @ The Coliseum, Richfield : Cleveland 96, Chicago 88
- Game 3 @ Chicago Stadium, Chicago : Chicago 101, Cleveland 94
- Game 4 @ Chicago Stadium, Chicago : Cleveland 108, Chicago 105
- Game 5 @ The Coliseum, Richfield : Chicago 101, Cleveland 100

### Demi-finale de conférence
(2) Knicks de New York vs. (6) Bulls de Chicago : Chicago remporte la série 4-2
- Game 1 @ Madison Square Garden, New York : Chicago 120, New York 109
- Game 2 @ Madison Square Garden, New York : New York 114, Chicago 97
- Game 3 @ Chicago Stadium, Chicago : Chicago 111, New York 88
- Game 4 @ Chicago Stadium, Chicago : Chicago 106, New York 93
- Game 5 @ Madison Square Garden, New York : New York 121, Chicago 114
- Game 6 @ Chicago Stadium, Chicago : Chicago 113, New York 111

### Finale de conférence
(1) Pistons de Détroit vs. (6) Bulls de Chicago : Chicago s'incline sur la série 2-4
- Game 1 @ The Palace of Auburn Hills, Auburn Hills : Chicago 94, Détroit 88
- Game 2 @ The Palace of Auburn Hills, Auburn Hills : Détroit 100, Chicago 91
- Game 3 @ Chicago Stadium, Chicago : Chicago 99, Détroit 97
- Game 4 @ Chicago Stadium, Chicago : Détroit 86, Chicago 80
- Game 5 @ The Palace of Auburn Hills, Auburn Hills : Détroit 94, Chicago 85
- Game 6 @ Chicago Stadium, Chicago : Détroit 103, Chicago 94

## Statistiques

### Saison régulière
| Joueur           | MJ | MC | MPG  | FG%  | 3P%  | FT%   | RPG | APG | SPG  | BPG | PPG  |
| ---------------- | -- | -- | ---- | ---- | ---- | ----- | --- | --- | ---- | --- | ---- |
| Bill Cartwright  | 78 | 76 | 29.9 | .475 | .000 | .766  | 6.7 | 1.2 | .27  | .53 | 12.4 |
| Dave Corzine     | 81 | 7  | 18.3 | .461 | .250 | .740  | 3.9 | 1.3 | .36  | .56 | 5.9  |
| Charles Davis    | 49 | 3  | 11.1 | .426 | .267 | .731  | 2.3 | .6  | .22  | .10 | 3.8  |
| Horace Grant     | 79 | 79 | 35.6 | .519 | .000 | .704  | 8.6 | 2.1 | 1.09 | .78 | 12.0 |
| Jack Haley       | 51 | 1  | 5.7  | .474 | .000 | .783  | 1.4 | .2  | .22  | .00 | 2.2  |
| Craig Hodges     | 49 | 6  | 22.7 | .475 | .423 | .849  | 1.7 | 2.8 | .84  | .08 | 10.0 |
| Anthony Jones    | 8  | 0  | 8.1  | .333 | .000 | 1.000 | 1.0 | .5  | .25  | .12 | 1.5  |
| Michael Jordan   | 81 | 81 | 40.2 | .538 | .276 | .850  | 8.0 | 8.0 | 2.89 | .80 | 32.5 |
| Ed Nealy         | 13 | 0  | 7.2  | .714 | .000 | .500  | 1.8 | .5  | .23  | .08 | .8   |
| John Paxson      | 78 | 20 | 22.3 | .480 | .331 | .861  | 1.2 | 3.9 | .68  | .08 | 7.3  |
| Will Perdue      | 30 | 0  | 6.3  | .403 | .000 | .571  | 1.5 | .4  | .13  | .20 | 2.2  |
| Scottie Pippen   | 73 | 56 | 33.1 | .476 | .273 | .668  | 6.1 | 3.5 | 1.90 | .84 | 14.4 |
| Dominic Pressley | 3  | 0  | 5.7  | .167 | .000 | .000  | .3  | 1.3 | .00  | .00 | .7   |
| Brad Sellers     | 80 | 25 | 21.6 | .485 | .500 | .851  | 2.8 | 1.2 | .44  | .86 | 6.9  |
| Sam Vincent      | 70 | 56 | 24.3 | .484 | .118 | .822  | 2.7 | 4.8 | .76  | .14 | 9.4  |
| David Wood       | 2  | 0  | 1.0  | .000 | .000 | .000  | .0  | .0  | .00  | .00 | .0   |

### Playoffs
| Joueur          | MJ | MC | MPG  | FG%  | 3P%  | FT%  | RPG | APG | SPG  | BPG | PPG  |
| --------------- | -- | -- | ---- | ---- | ---- | ---- | --- | --- | ---- | --- | ---- |
| Bill Cartwright | 17 |    | 34.3 | .486 | .000 | .700 | 7.1 | 1.2 | .53  | .71 | 11.8 |
| Dave Corzine    | 16 |    | 13.7 | .422 | .000 | .647 | 2.6 | .6  | .25  | .38 | 4.1  |
| Charles Davis   | 17 |    | 11.2 | .404 | .167 | .778 | 2.5 | .3  | .24  | .06 | 2.7  |
| Horace Grant    | 17 |    | 36.8 | .518 | .000 | .800 | 9.8 | 2.1 | .65  | .94 | 10.8 |
| Jack Haley      | 5  |    | 1.4  | .667 | .000 | .500 | .2  | .2  | .00  | .00 | 1.0  |
| Craig Hodges    | 17 |    | 32.6 | .412 | .398 | .714 | 1.5 | 3.6 | 1.29 | .18 | 11.2 |
| Michael Jordan  | 17 |    | 42.2 | .510 | .286 | .799 | 7.0 | 7.6 | 2.47 | .76 | 34.8 |
| John Paxson     | 16 |    | 18.9 | .474 | .263 | .875 | .6  | 2.1 | .75  | .00 | 5.8  |
| Will Perdue     | 3  |    | 7.3  | .667 | .000 | .667 | 2.0 | .7  | .00  | .00 | 4.7  |
| Scottie Pippen  | 17 |    | 36.4 | .462 | .393 | .640 | 7.6 | 3.9 | 1.35 | .94 | 13.1 |
| Brad Sellers    | 13 |    | 13.6 | .379 | .000 | .833 | 2.4 | 1.2 | .23  | .31 | 4.2  |
| Sam Vincent     | 16 |    | 7.1  | .303 | .000 | .750 | .5  | 1.2 | .19  | .06 | 1.8  |

## Récompenses
- Craig Hodges, Vainqueur du Three-Point Shootout
- Michael Jordan, All-NBA First Team
- Michael Jordan, NBA All-Defensive First Team
- Michael Jordan, NBA All-Star Game